# مونکالم، کبک
مونکالم (به فرانسوی: Montcalm) شهری در منطقه شهری له لورانتید ناحیه لورانتید در استان کبک کانادا است. در سرشماری سال ۲۰۱۱ این شهر ۵۹۳ نفر جمعیت داشته‌است و مساحت آن ۱۱۹٫۶۵ کیلومتر مربع است.